# کلمو (گوگوش)

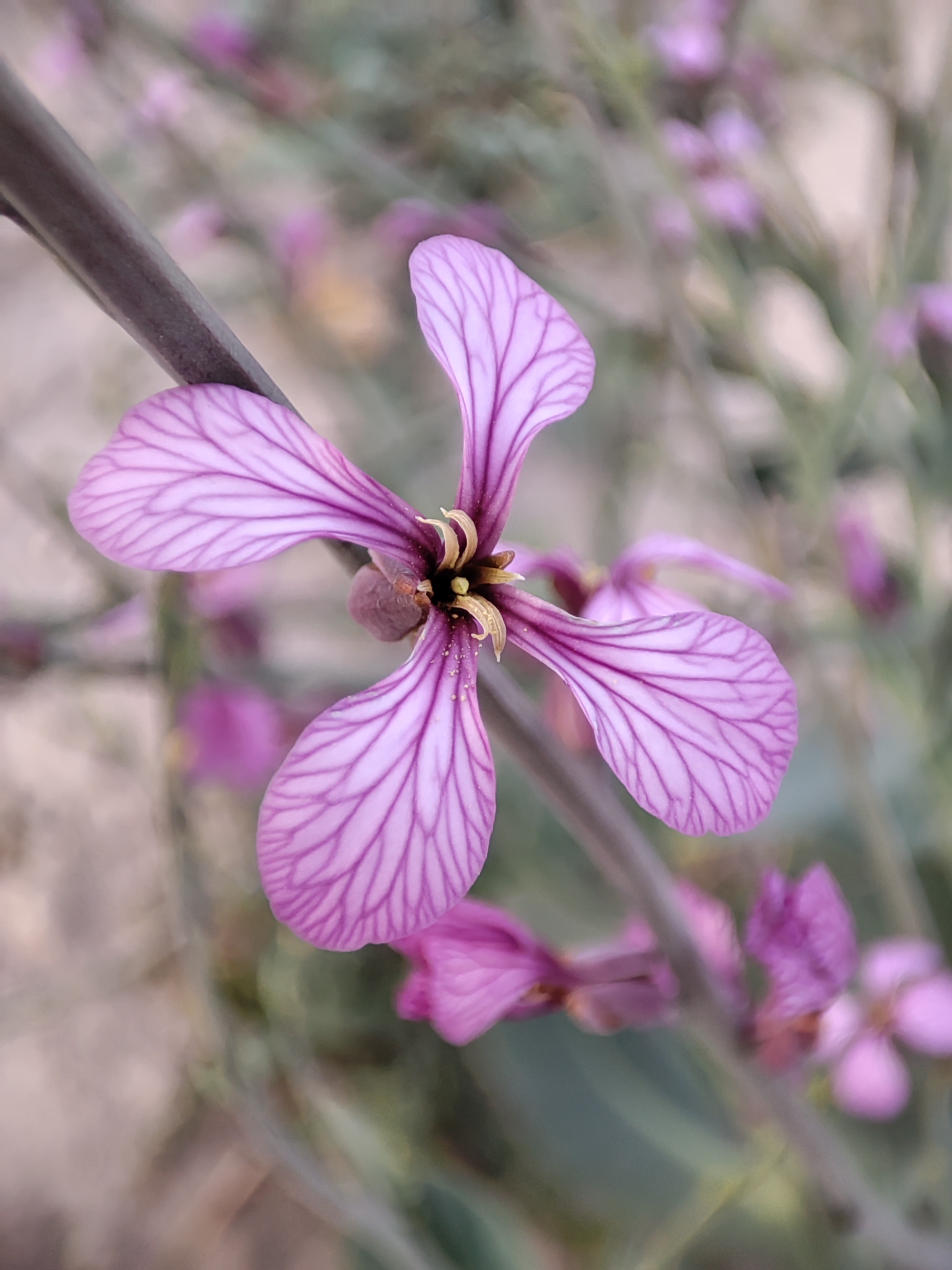
نمای نزدیک گل گیاه گوگوش (کلمو)، بهبهان

کلمو یا گُوگوش /ɡoʊguʃ/ به انگلیسی (Physorhynchus chamaerapistrum) گیاهی است از راسته کلم‌سانان و تیره شب‌بویان که بومی ایران و غرب پاکستان می‌باشد و رویش آن در شبه‌جزیره عربستان نیز گزارش شده است.
این گیاه که دارای ویژگی‌های درمانی نیز هست، به صورت بوته و درختچه کوچک بیشتر در اقلیم‌های خشک می‌روید. از زیستگاه‌های طبیعی این گیاه در ایران می‌توان به تپه ماهورهای شهرستان بهبهان به ویژه در همسایگی کوهپایه‌های خاییز زاگرس اشاره نمود.
از ویژگی‌های ظاهری گیاه کلمو می‌توان به برگهای بزرگ و کلفت، گل‌های صورتی رنگ و میوه‌های گرد نوک‌دار اشاره نمود.

## نگارخانه

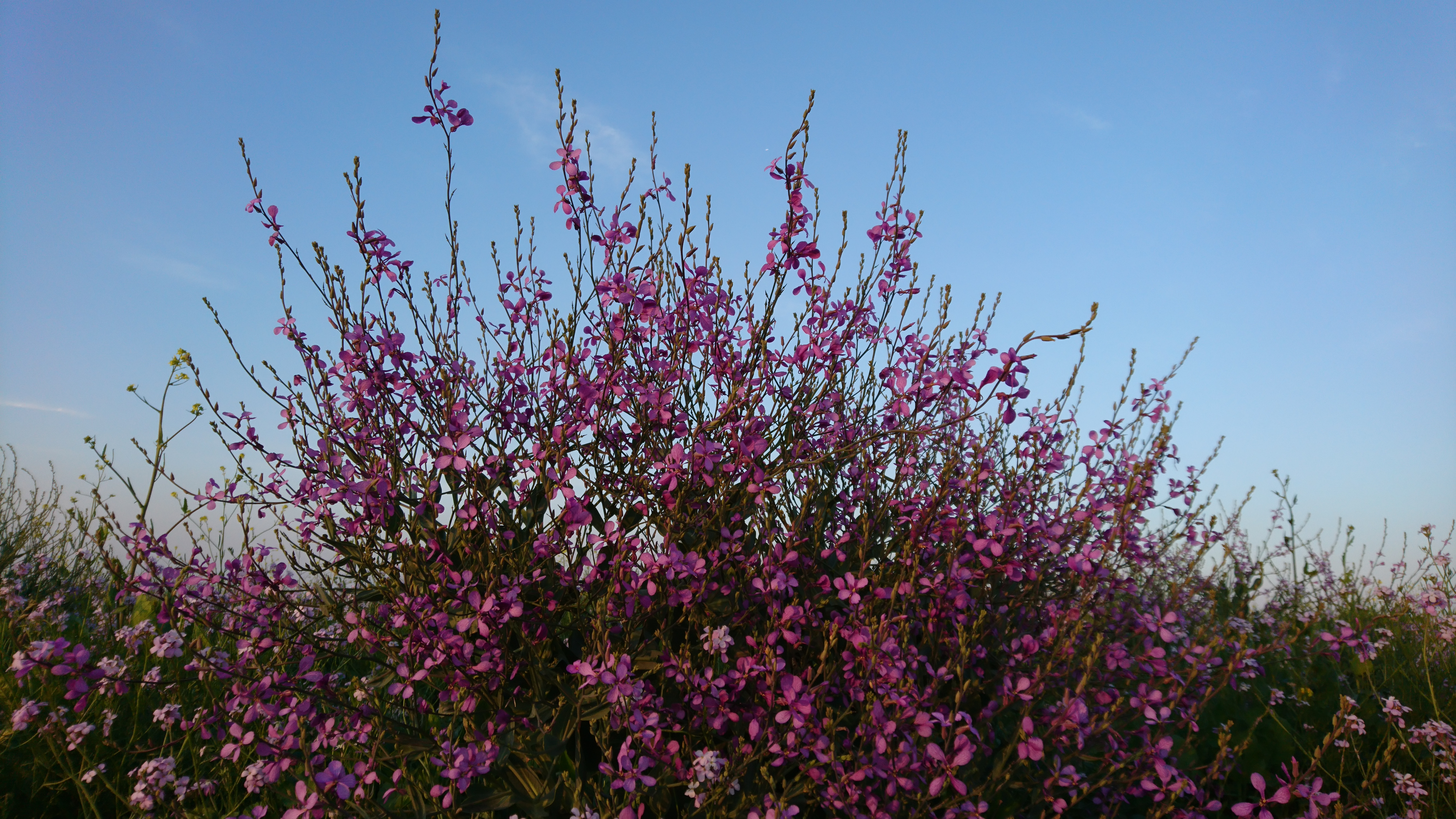
گیاه کلمو خودرو در فصل گل‌دهی، بهبهان
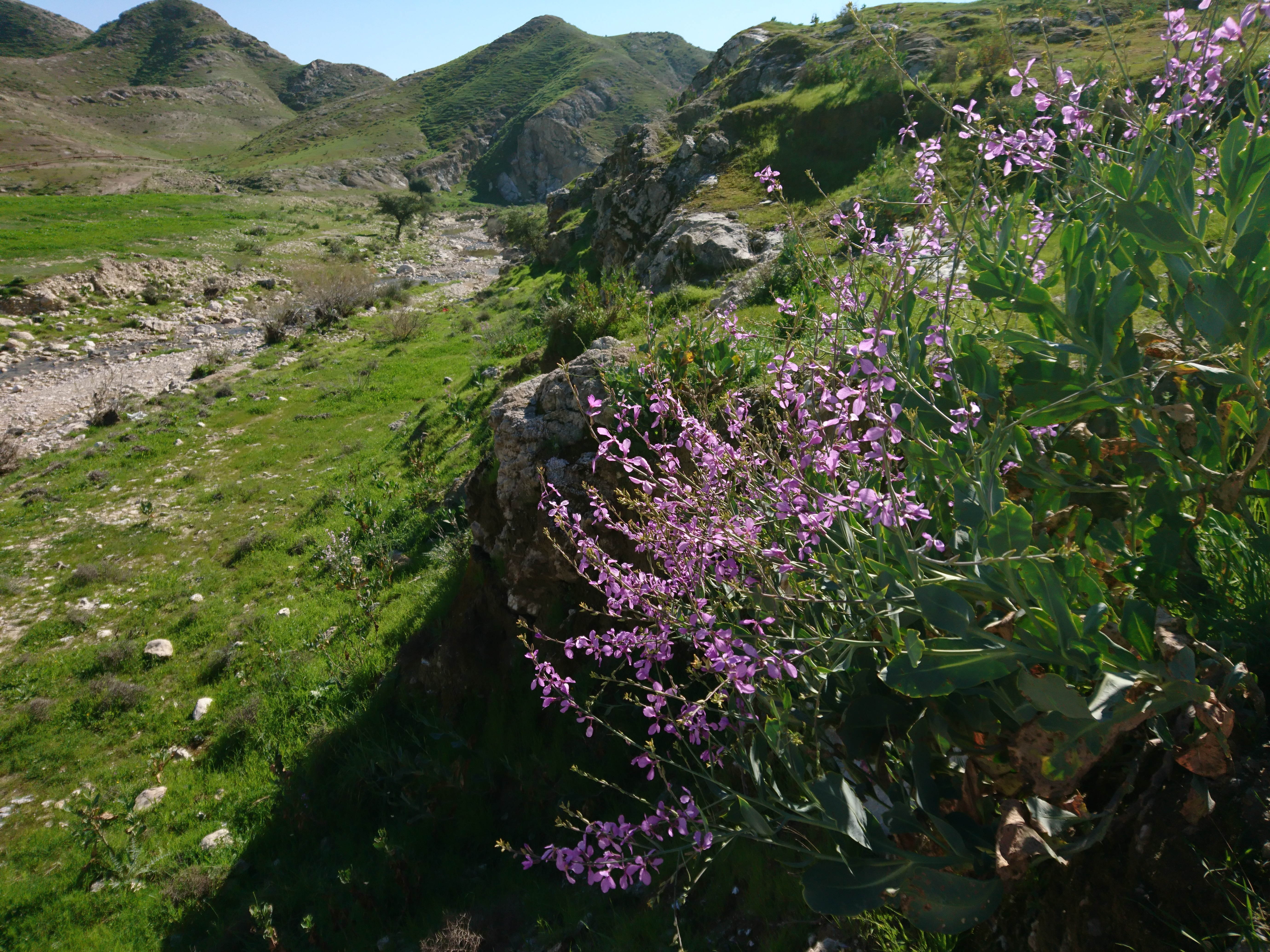
گیاه کلمو (گُوگوش) خودرو در بهبهان، اسفندماه
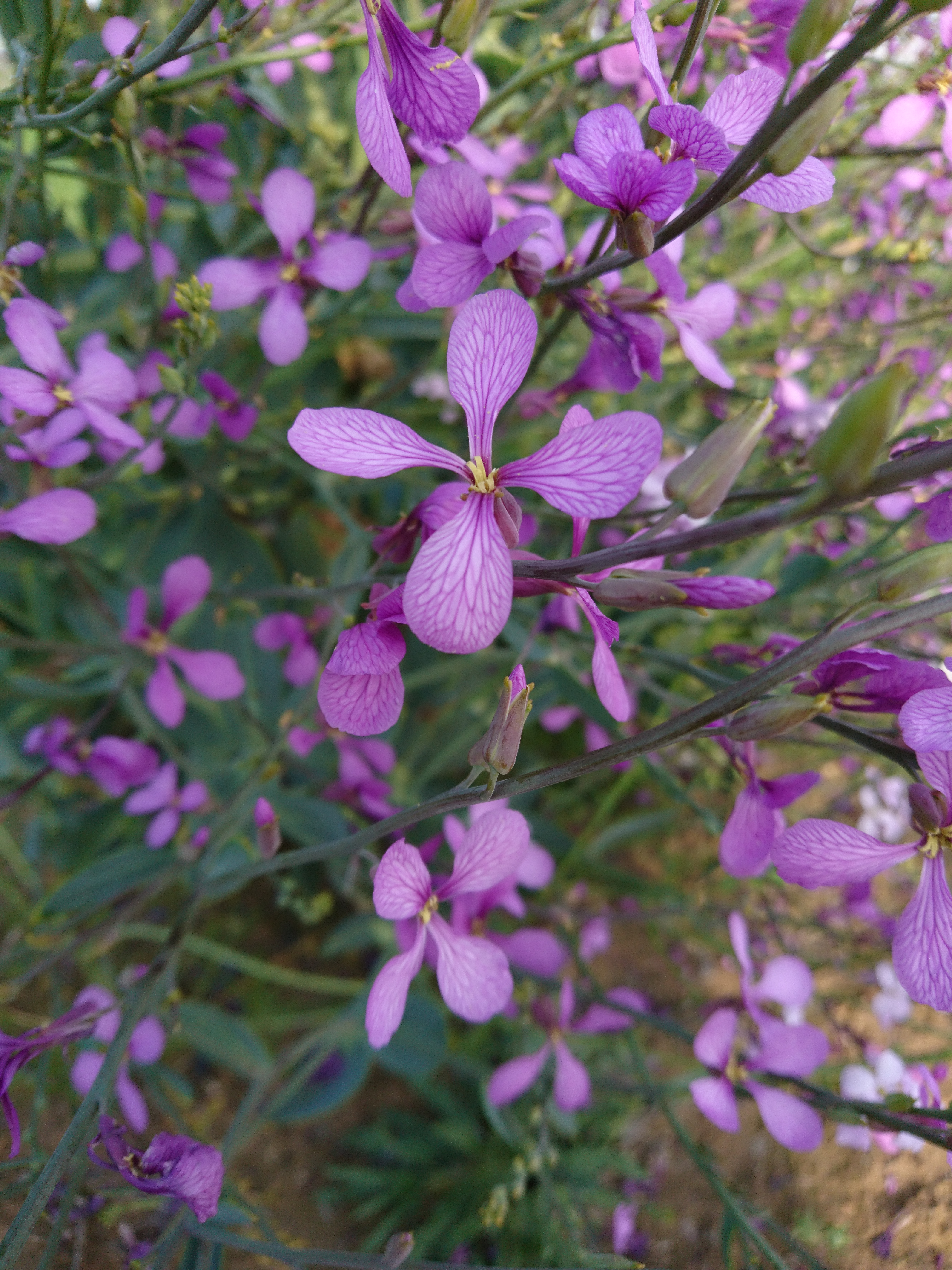
گل‌های گیاه گُوگوش (کلمو)
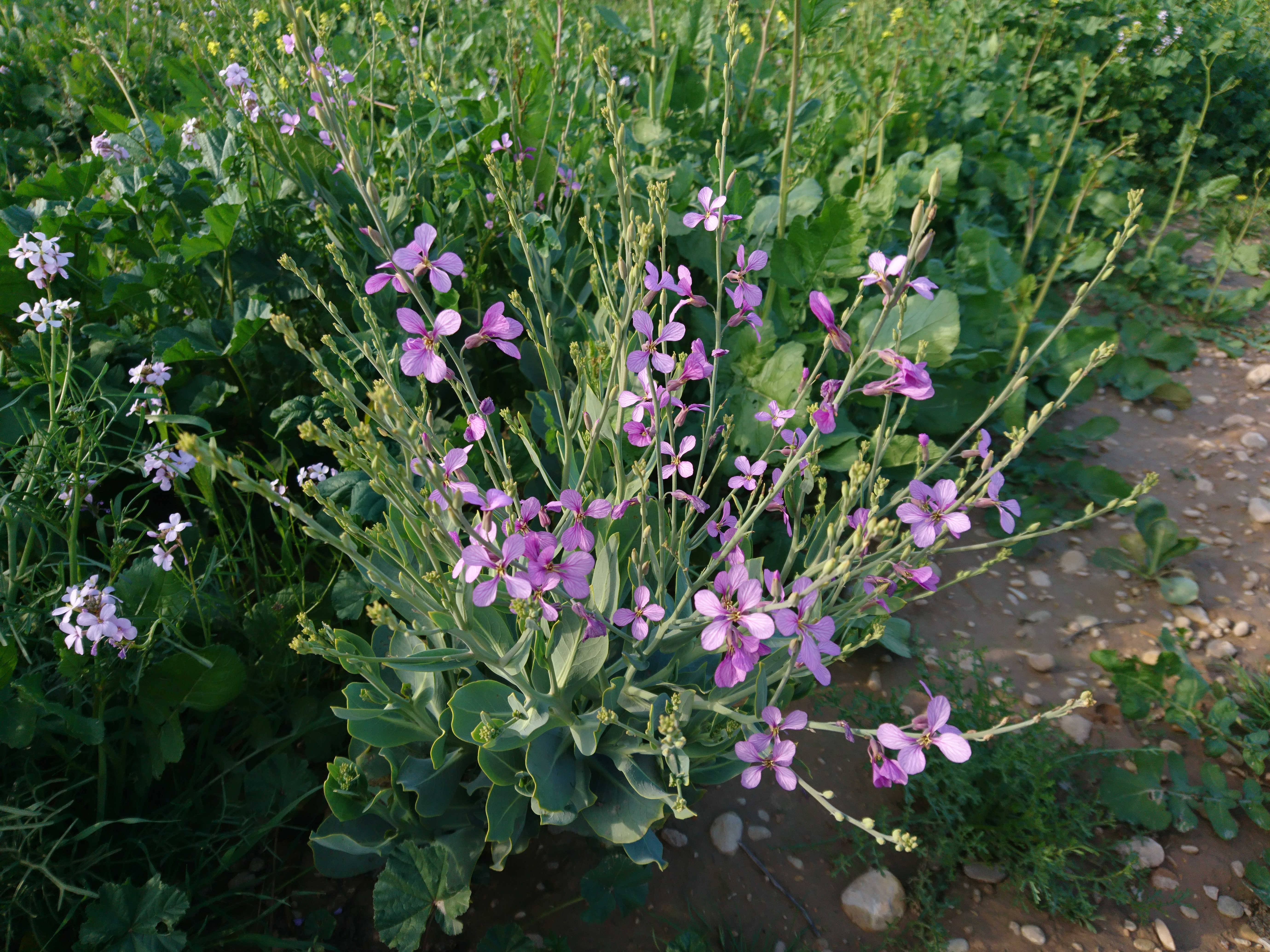
گیاه کلمو خودرو در بهبهان
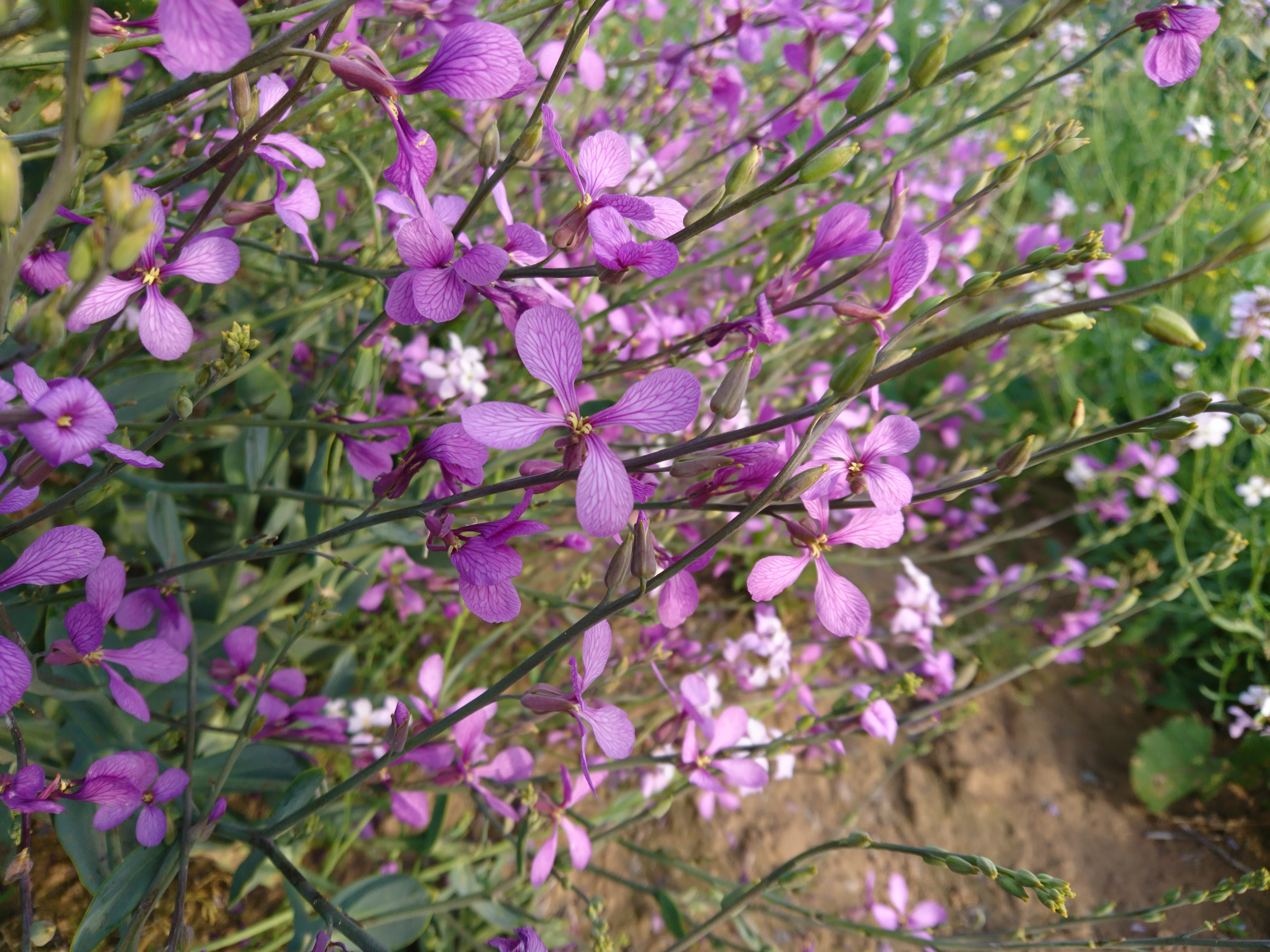
گل‌های کلمو، بهبهان
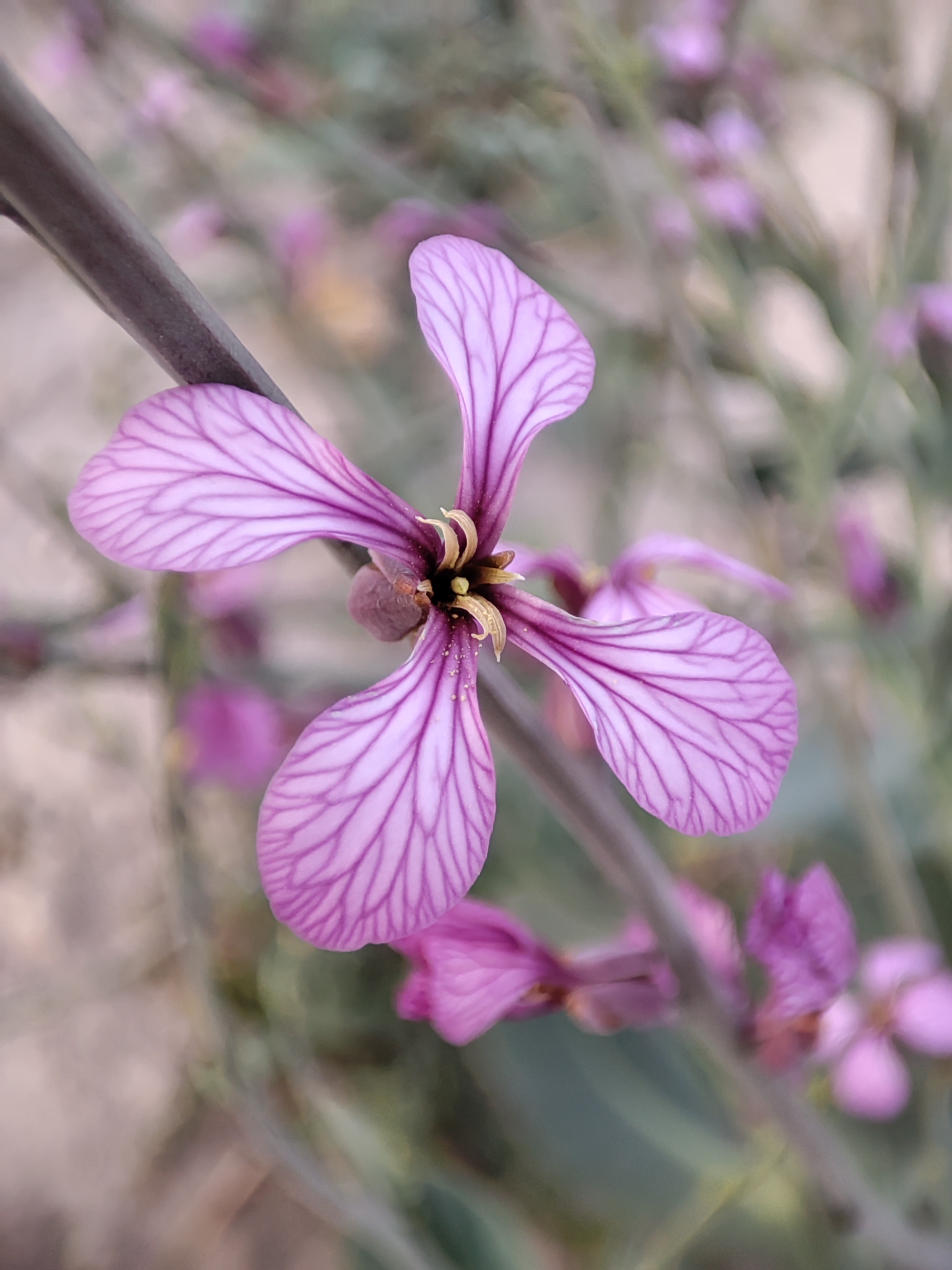
نمای نزدیک گل گیاه گوگوش (کلمو) در بهبهان